# Neotoma palatina
Neotoma palatina је врста глодара из породице хрчкова (лат. Cricetidae).

## Распрострањење
Мексико је једино познато природно станиште врсте.

## Станиште
Врста Neotoma palatina има станиште на копну.

## Угроженост
Ова врста се сматра рањивом у погледу угрожености врсте од изумирања.

### Популациони тренд
Популација ове врсте се смањује, судећи по расположивим подацима.